# Ada den Haan
Ada den Haan   (Eindhoven, 14 de maig de 1941 - Uden, 17 de març de 2023) fou una nedadora neerlandesa, especialista en braça, que va competir durant la dècada de 1950.
Va dominar la prova dels 200 metres braça a finals de la dècada de 1950. Entre 1956 i 1957 va establir quatre rècords del món en aquesta distància, un sota les velles normes i tres sota les noves, les quals prohibien nedar molta estona sota l'aigua. El boicot que els Països Baixos va efectuar als Jocs de Melbourne de 1956, com a protesta per la invasió soviètica d'Hongria, va impedir la seva participació en uns Jocs Olímpics quan estava al cim de la seva carrera esportiva. El 1958 guanyà dues medalles d'or, en els 200 metres braça i els 4x100 metres estils, al Campionat d'Europa de natació de Budapest. El 1960 va prendre part en els Jocs Olímpics d'Estiu de Roma, on disputà dues proves del programa de natació. En ambdues, els 200 metres braça i els 4x100 metres estils fou quarta. Guanyà sis campionats nacionals dels 200 metres braça, els compresos entre 1955 i 1960.